# Eutachycines cassani
Eutachycines cassani är en insektsart som först beskrevs av Lucien Chopard 1954.  Eutachycines cassani ingår i släktet Eutachycines och familjen grottvårtbitare. Inga underarter finns listade i Catalogue of Life.